# John Coker
John Coker (ur. 13 lutego 1940 we Freetown) – sierraleoński bokser, uczestnik Letnich Igrzysk Olimpijskich 1968 w Meksyku.
Na Letnich Igrzyskach Olimpijskich 1968 odpadł w 1/8 finału, przegrywając w swojej pierwszej walce na turnieju z Rumunem Ionem Alexe. W klasyfikacji końcowej został sklasyfikowany na 9. pozycji. Był chorążym reprezentacji Sierra Leone na tych igrzyskach.